# Bir Tam Tam
Bir Tam Tam (en àrab بئر طم طم, Biʾr Ṭam Ṭam; en amazic ⴱⵉⵔ ⵟⵎⵟⵎ) és una comuna rural de la província de Sufruy, a la regió de Fes-Meknès, al Marroc. Segons el cens de 2014 tenia una població total de 9.141 persones.